# Carrù
Carrù (ou Carru) est une commune italienne de la province de Coni, dans le Piémont. En 2010, elle compte 4 376 habitants.

## Administration
| Période                                  | Période      | Identité              | Étiquette    | Qualité |
| ---------------------------------------- | ------------ | --------------------- | ------------ | ------- |
| 5 avril 2005                             | 30 mars 2010 | Maria Paola Marabotto |              |         |
| 30 mars 2010                             | En cours     | Stefania Ieriti       | Lista Civica |         |
| Les données manquantes sont à compléter. |              |                       |              |         |

### Hameaux
San Giovanni, Frave, Bordino, S.Anna, Ronchi, Marenchi.

### Communes limitrophes
Bastia Mondovì, Bene Vagienna, Clavesana, Farigliano, Magliano Alpi, Mondovi, Piozzo.

## Patrimoine
- Église paroissiale.

### Évolution démographique
Habitants recensés

## Personnalités liées à la commune
- Luigi Einaudi, né en 1874, président de la République italienne de 1948 à 1955.
- Piero Ponzo, musicien